# Jakob Becker
Pour les articles homonymes, voir Becker.
Jakob Becker, né le 15 mars 1810 à Dittelsheim, près de Worms, et mort le 22 décembre 1872 à Francfort, est un peintre, graveur et lithographe hessois.

## Biographie
Jakob Becker suit son premier apprentissage à l'atelier du peintre Franz Nikolaus Jung, de Worms. Il est ensuite employé à l'âge de dix-sept ans chez un lithographe de Francfort, dont la maison s'appelle Vogelschen Kunstanstalt (L'Entreprise d'art du Petit oiseau). C'est alors qu'il crée sa première œuvre d'importance, une vue panoramique du Rhin de Mayence à Cologne. Il se lie à Jakob Fürchtegott Dielmann.
Il entre en 1833 à l'académie des arts de Düsseldorf, jusqu'en 1841. Il a entre autres comme professeurs Johann Wilhelm Schirmer et Wilhelm von Schadow. Il épouse en 1838  Wally Müller, sœur du docteur Wolfgang Müller von Königswinter. Une de ses filles, Maria (1840-1912), sera l'épouse de Carl Friedrich Wilhelm Meister (de), fondateur d'Hoechst; une autre, Maximiliane (1842-1922), l'épouse d'Eugen Lucius (de), industriel de la chimie, qui aidera à la fondation d'Hoechst.

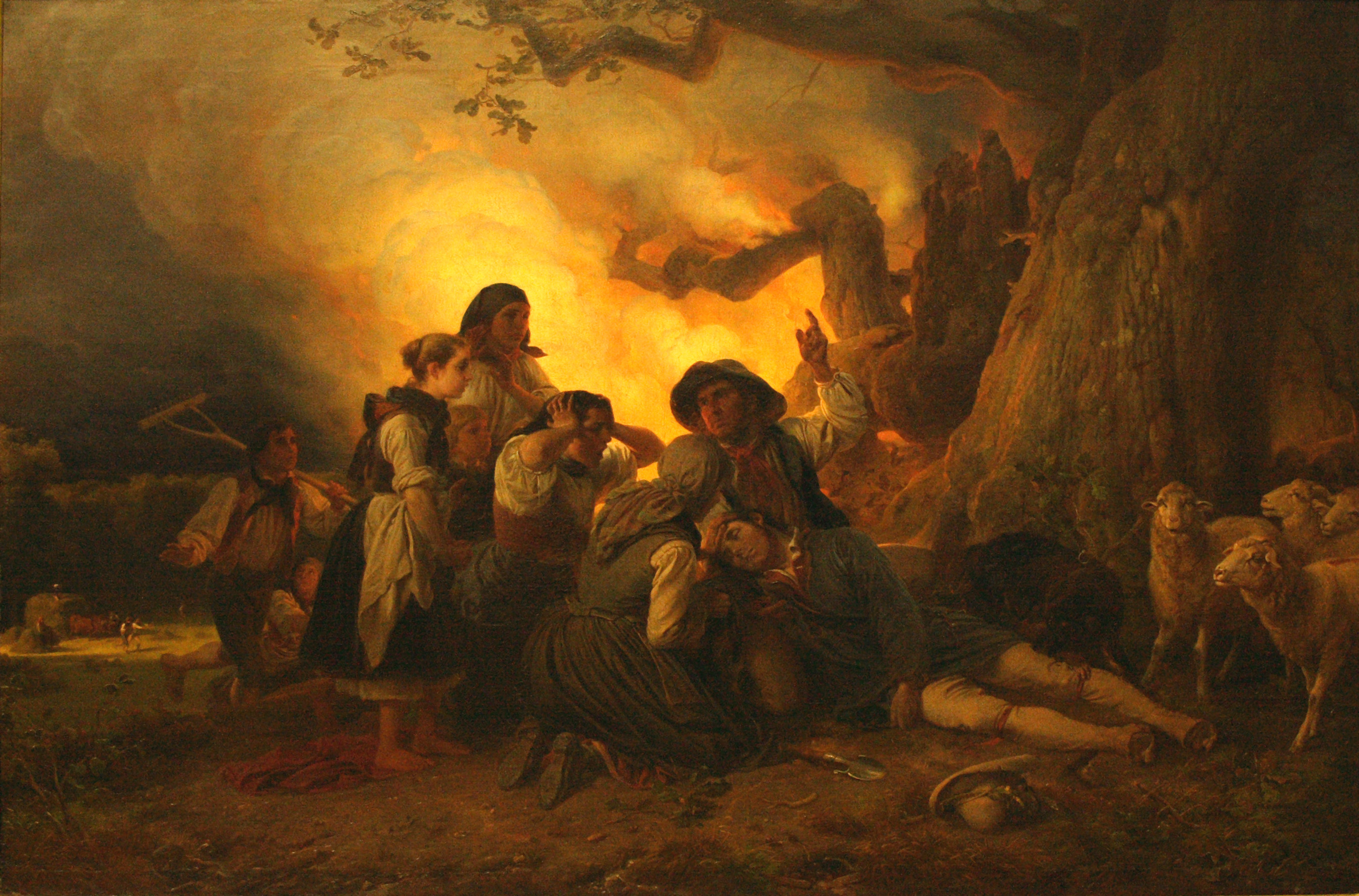
Le Berger foudroyé, Städel de Francfort (1844), médaille d'or au Salon de Bruxelles de 1845.

Jakob Becker est nommé en 1842 professeur de peinture de genre et de paysage à l'école du Städel de Francfort. Il s'essaye aussi au portrait, ce qui lui vaut une renommée certaine à Francfort. Au Salon de Bruxelles de 1842, il obtient une médaille de vermeil pour Des paysans du Westerwald surpris par l'orage.
On peut distinguer parmi ses élèves Anton Burger, Johannes Deiker, spécialiste de scènes de chasse, ou encore Heinrich Hasselhorst.
Il est enterré au cimetière principal de Francfort.